# Przysłona fotograficzna

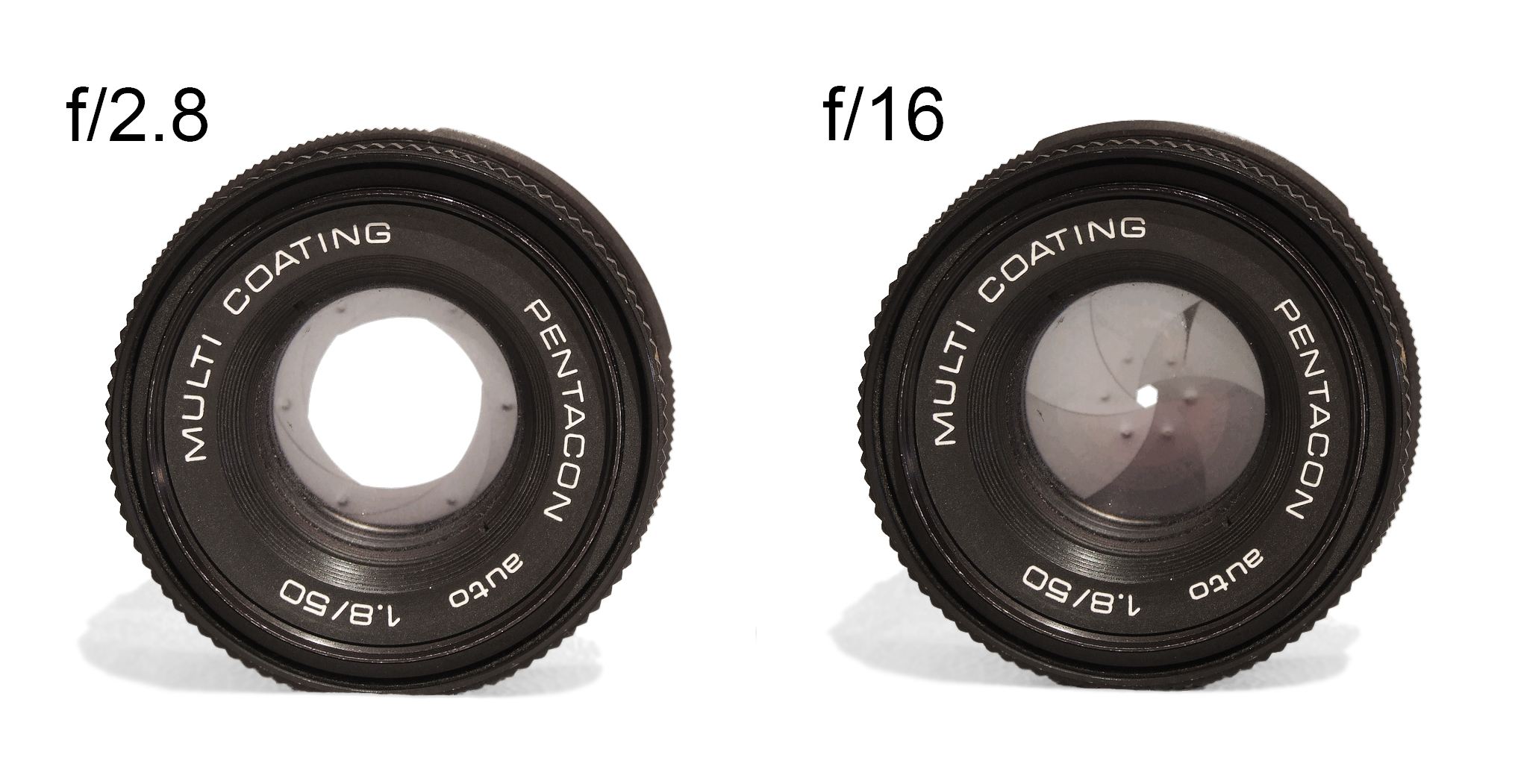
Niska i wysoka przysłona dająca w efekcie dużą bądź małą ilość światła

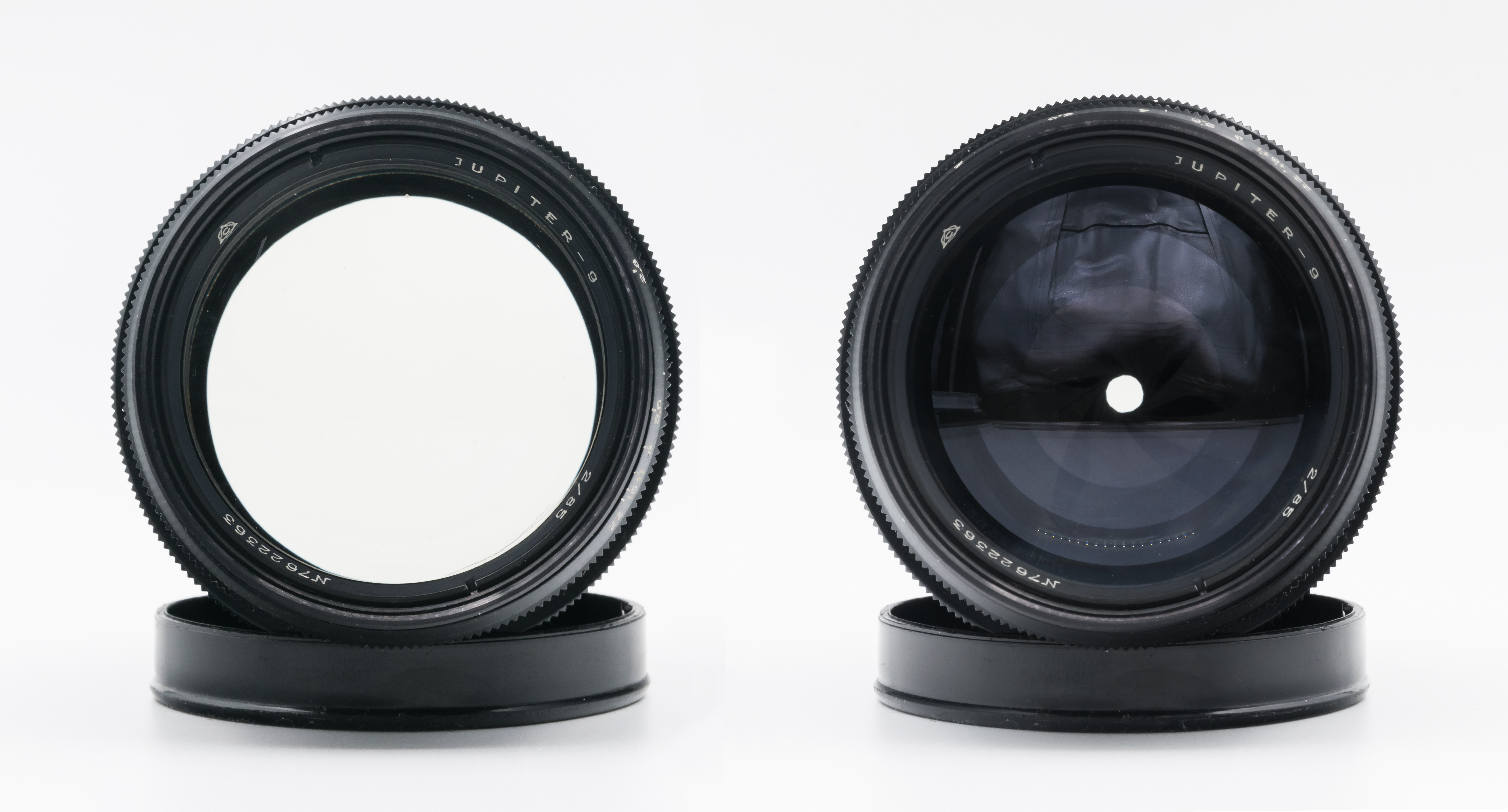
Obiektyw Jupiter-9 85mm f/2 przy ustawionych przysłonach f/2 i f/22

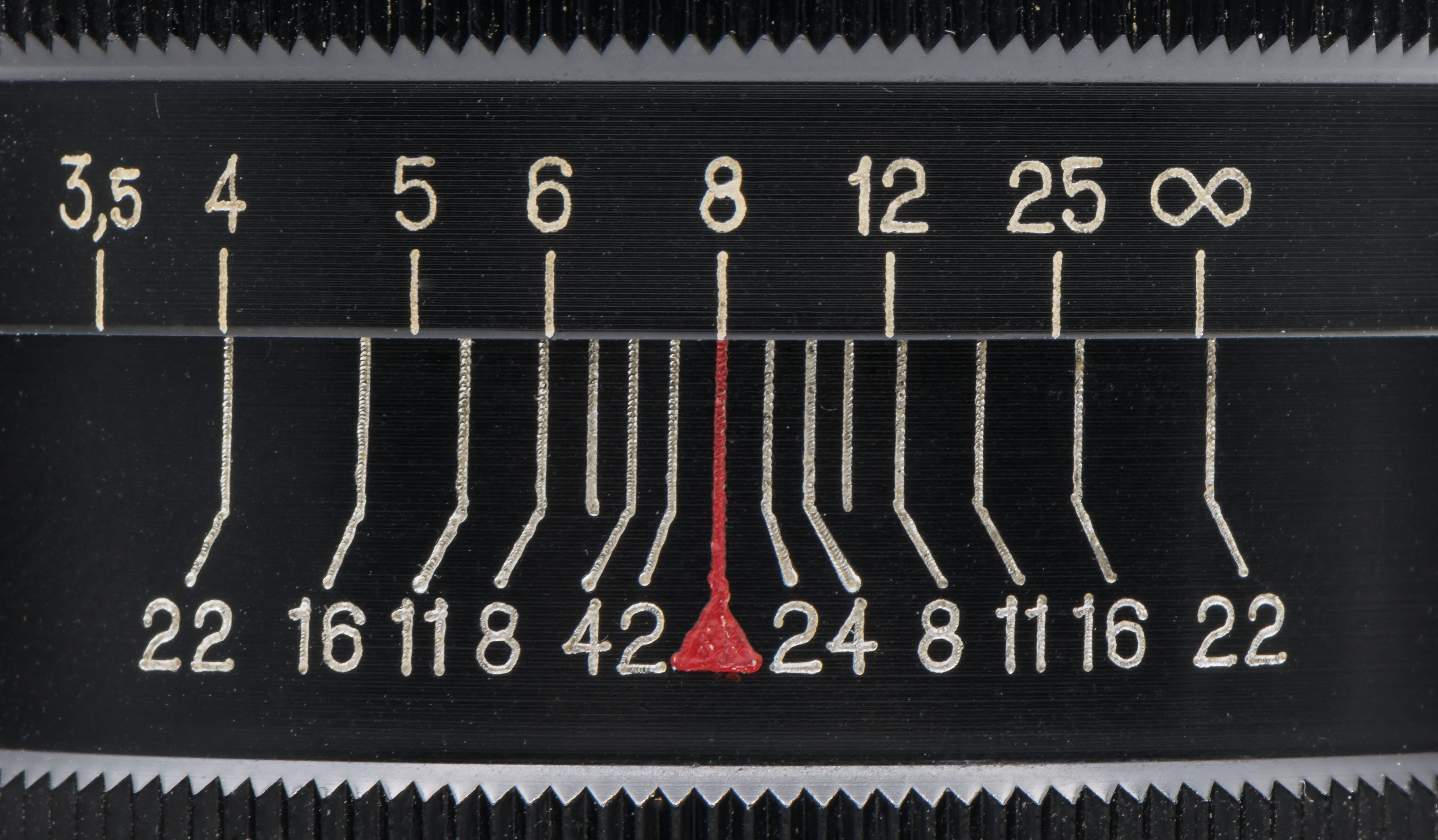
Zależność pomiędzy wartością przysłony a głębią ostrości

Przysłona fotograficzna – część obiektywu regulująca wielkość otworu na drodze strumienia światła. Stosowana najczęściej w obiektywach fotograficznych i obiektywach kamer filmowych. Zwykle ma postać nachodzących na siebie metalowych listków. Liczba listków przysłony i ich kształt oraz stopień otwarcia przysłony mają wpływ na kształt bokeh.
Regulując średnicę otworu (aperturę urządzenia) za pomocą listków, można zmieniać ilość światła przechodzącego przez soczewki obiektywu, a jednocześnie wpływać na głębię ostrości uzyskiwanego obrazu (im wyższa wartość przysłony, tym większa głębia ostrości). Stopień otwarcia przysłony określany jest za pomocą liczby przysłony.
W przypadku urządzeń rejestrujących obraz (np. aparaty fotograficzne, kamery filmowe) przysłona jest jednym z dwóch czynników dozujących ilość światła podczas naświetlania. Drugim jest urządzenie sterujące czasem otwarcia migawki. W przypadku urządzeń naświetlających sytuacja wygląda analogicznie, np. w przypadku powiększalnika fotograficznego drugim elementem jest zestaw lampa + zegar ciemniowy.

## Liczba przysłony
Liczba przysłony lub wartość przysłony to parametr charakteryzujący ilość światła przepuszczanego przez obiektyw do wnętrza aparatu fotograficznego, padającego na materiał światłoczuły lub sensor przy danym ustawieniu przysłony. Liczba ta oznaczana jest za pomocą litery f/ i jest odwrotnie proporcjonalna do wielkości otworu względnego obiektywu, co oznacza, że większa liczba przysłony oznacza mniejszą ilość przepuszczanego światła.
Liczba przysłony {\displaystyle f/\#,} często oznaczana {\displaystyle N,} jest określona przez wzór:
{\displaystyle f/\#=N={\frac {1}{O}},}
gdzie {\displaystyle O} jest otworem względnym obiektywu, wyrażonym jako:
{\displaystyle O={\frac {d}{f}},}
gdzie {\displaystyle d} jest średnicą otworu przysłony, a {\displaystyle f} ogniskową.
Po uproszczeniu można przyjąć, że:
{\displaystyle f/\#=N={\frac {f}{d}}.}
Obecnie przyjęło się oznaczać na obiektywach aparatów fotograficznych liczbę przysłony wartościami odpowiadającymi przybliżeniom kolejnych potęg {\displaystyle {\sqrt {2}}} w konwencji anglosaskiej (kropka dziesiętna w znaczeniu przecinka dziesiętnego):
| Liczba przysłony | f/1 | f/1.4 | f/2 | f/2.8 | f/4 | f/5.6 | f/8 | f/11 | f/16 | f/22 | f/32 | f/45 | f/64 | f/90 | f/128 | ... |
Wartość przysłony f/1 oznacza, że ogniskowa obiektywu jest równa średnicy otworu przysłony. Każda następna pozycja oznacza ustawienie przysłony, przy którym do wnętrza obiektywu przepuszczana jest dwa razy mniejsza ilość światła. Ponadto najniższa wartość przysłony dla danego obiektywu jest potocznie określana jako jasność obiektywu, choć w rzeczywistości jest odwrotnością pierwiastka z jasności obiektywu. Ta najniższa wartość przysłony może być wartością pośrednią, np. f/1.8, f/3.5, f/4.5, i jest zależna od budowy samego obiektywu. W obiektywach zmiennoogniskowych najniższa wartość przysłony może być różna dla poszczególnych przedziałów ogniskowej.